# Adam Yahiye Gadahn

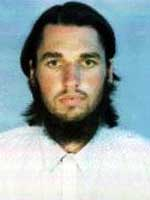
Adam Yahiye Gadahn

Adam Yahiye Gadahn (Arabisch: آدم يحيى غدن), geboren als Adam Pearlman, (Oregon, 1 september 1978 - Waziristan, 19 januari 2015) was een Amerikaans lid van Al Qaida. Hij trad  op als woordvoerder en voice-over in video's uitgebracht door As-Sahab, het productiehuis van de terreurgroep. Ook werd verondersteld dat hij video's en audioboodschappen van Osama bin Laden en Ayman al-Zawahiri voorziet van Engelse ondertiteling. In video's trad hij op als Azzam al-Amiriki (Azzam de Amerikaan). Op 23 april 2015 meldde het Witte Huis dat Gadahn was omgekomen bij een gerichte drone-aanval.

## Bekering tot Islam
In 1995 begon Gadahn met het bestuderen van de islam en later dat jaar bekeerde hij op 17-jarige leeftijd tot de islam. Hij schreef hierover het artikel "Becoming a Muslim". In 1998 verhuisde hij naar Pakistan.